# Fable II
Fable II — продолжение игры Fable, созданное компанией Lionhead Studios и выпущенное издателем Microsoft Game Studios в 2008 году эксклюзивно для платформы Xbox 360.
10 марта 2009 года Fable II на 5 церемонии награждения премии Британской Академии в области видеоигр была присуждена премия BAFTA в номинации «Action and Adventure».

## Предыстория
Игра начинается в городе Бауэрстоун (Глушвилль), где маленький ребёнок, известный под именем Воробушек, и его старшая сестра мечтают жить в Замке Фейрфакс, в доме Лорда Люциана. Вскоре их фантазии прекращаются, и они слышат шум на рынке. Человек по имени Мурго продает «волшебные» вещи: зеркало, которое делает того, кто в него посмотрит, красивым (работает только в полной темноте) и волшебную шкатулку, которая исполняет желания. Роза считает магию ненастоящей, но цыганка по имени Тереза (Старшая сестра главного героя из первой части игры) рассказывает ей, что магия может быть реальна.
Любопытные и заинтересованные, Роза и игрок решают собрать 5 монет, чтобы купить шкатулку, выполняя при этом самые разнообразные задания. Они встречают пса, которого обижает хулиган и спасают его. Собрав необходимые деньги, ребята покупают шкатулку и загадывают жить в Замке Фейрфакс. Шкатулка исчезает во вспышке света, по-видимому, не сработав. Опечаленные, они идут домой, где их встречает пес.
Посреди ночи ребят будит охрана, которая сопровождает их в Замок Фейрфакс по приказу Люциана. Вне себя от радости, что их желание исполнилось, эти двое немедленно отправляются. Встретив Лорда Люциана, ребята рассказывают ему о шкатулке, на что Лорд просит встать их в круг на полу. По краям круга струится синий свет, который затем, к гневу Люциана, сменяется красным. Объявив, что ни один из них не является одним из трёх героев, и один из них является четвёртым, он стреляет в Розу, а затем и в игрока — тот вылетает в окно, потому что 4-й герой мог бы помешать Люциану.
Проснувшись, ребёнок узнает, что пережил падение благодаря своей Героической крови и был вылечен Терезой. Пожилая Тереза рассказывает игроку, что он потомок Великого Героя, и его предназначение — победить Люциана. Получив задание остановить Лорда, Герой начинает великое путешествие.
В конце главному герою надлежит выбор. Богатство, воскрешение потерянного пса и семьи или пожертвование желания на воскрешение всех погибших при строительстве Шпиля. Всё зависит от выбора игрока.

## Особенности

### Семья
Возможность заводить семью — одна из «фишек» серии Fable. Во второй части она получила значительное развитие. В Fable 2 можно жениться (выходить замуж) и иметь детей, можно создавать однополые браки, изменять супругам, иметь две или более жены — одним словом вести активную половую жизнь. Развод может произойти как по инициативе игрока, так и по инициативе его супруги (супруга). Как и в реальной жизни со временем вероятность развода становится все меньше и меньше, супругов также связывают совместно нажитые дети.

### Внешность персонажа
В Fable 2 внешность персонажа напрямую зависит от его поступков. Изменения во внешности будут происходить благодаря двум взаимосвязанным шкалам — добро/зло и чистота/развращенность.
От того «добрый» ваш персонаж или «злой» будет зависеть внешний вид Героя, точно так же вид будет меняться в зависимости от развращенности персонажа. «Добрые» игроки смогут любоваться своим Героем с гладкой кожей и светлыми волосами, а «злые» — будут видеть дряблое бледное лицо с темными волосами. Очень добрые герои будут видеть ангельский нимб над головой, А у злейших героев вырастут огромные рога. Облик «чистых» персонажей не будет меняться и останется четким и ясным до конца игры. Развращенный же персонаж со временем приобретет уродливые черты лица и вокруг него начинают летать тучи мух. Хотя зачастую эти две шкалы не взаимосвязаны, игра позволяет «доброму» игроку быть развращенным, а «злому» — девственно чистым.
Помимо этого Герой может растолстеть или похудеть — это зависит от продуктов, которые персонаж будет употреблять: фрукты и овощи позволяют игроку оставаться стройным, а от чрезмерного употребления алкоголя, пирогов или мясных блюд Герой растучнеет.
Распределение навыков также влияет на внешность персонажа. Сильный игрок будет выглядеть накачанным, ловкий — более высоким, а у магов со временем появятся светящиеся синие узоры на теле.
От опыта персонажа зависит и цвет его глаз, если он творит больше зла, то цвет становится красным, а если добра, то жёлтым.

### Сюжетная линия
В Fable 2 по сравнению с предшественницей игровой мир разросся приблизительно в десять раз. Питер Молинье заявил что прохождение чисто сюжетной линии займет 12 часов, чтобы пройти все квесты и обшарить все уголки, игроку потребуется никак не меньше сотни часов. Так же Питер Молинье заявил, что чтобы купить все имеющиеся в Альбионе предметы игроку потребуется не меньше ста миллионов золотых.

### Пёс
На протяжении всей игры основным спутником персонажа становится пёс, с которым игрок встречается ещё будучи в детском возрасте. Пса можно будет научить приёмам борьбы с врагами и навыкам поиска ценных вещей. Пёс может здорово помочь в сложной схватке с врагом. Внешность пса будет зависеть от внешности самого персонажа, и пёс будет меняться вместе с Героем на протяжении всей игры. Изначально пёс — дворняга, но его породу можно изменить, купив собачьи эликсиры, такие как «Лайка» и «Далматинец».

### Локации
Как и в первой части, в Fable 2 действие происходит в мире Альбион. Несмотря на то, что локаций во второй части меньше, чем в первой, они были значительно расширены. Ведьминский Лес и Крючий берег, а также Северные Пустоши теперь недоступны для игрока. В игре также много упоминаний о земле Самарканд, однако никому так и не удалось побывать там.

### Работы
В отличие от Fable, в Fable 2 игрок не получает денег за выполнение заданий. Деньги игрок может заработать, нанимаясь на работы: кузнец, дровосек, бармен, убийца, ополченец, охотник и другие. Первые три игрок будет выполнять путём нажатия на верные кнопки в определённый момент, а для остальных видов деятельности игроку предстоит побегать по миру. Игрок сможет получить интересующую его работу не сразу, а лишь заслужив определённый уровень славы и пройдя определённую часть основной истории. Заработок зависит от умения торговли (всего пять уровней умения): например, на первом уровне кузнец получает по 2 золотым за каждый выкованный клинок (а с каждым клинком к заработку прибавляется столько монет, сколько было изначально), то уже на третьем уровне кузнец вполне может получать по 220 золотых за один выкованный клинок. Среди второстепенных работ стоит выделить торговца товарами, в обязанности которого входит скупка популярного товара и доставка его нуждающимся торговцам.

### Мир игры
Мир в Fable 2 развивается динамически, почти все объекты в игре интерактивны. Выполняя различные задания, игрок будет менять мир.
Поскольку игра проходит в течение всей жизни Героя, многие вещи можно изменить по мере прохождения. Питер Молинье привел пример небольшого торгового лагеря: если помочь жителям увеличить капитал, то, вернувшись на это место через несколько игровых лет, можно увидеть небольшой торговый городок, выросший из лагеря.
Развивая определённые навыки, Герой будет открывать для себя новые квесты и возможности. По сравнению с первой частью игры возможности приобретения недвижимости были существенно расширены — теперь игрок может не только покупать дома, но и арендовать различные магазины и лавки. Магазины будут приносить игроку доход каждые 15 минут. Доход от магазинов зависит от уровня умения торговли, уровня экономики в городе и умений торговать. Доход будет поступать к игроку даже когда Xbox 360 выключен. Арендная плата также взимается каждые 5 минут. Если Герой будет посещать свои магазины, то товар со временем станет качественнее, а его количество возрастет. Игрок может обставлять свои дома мебелью, которую можно купить в свободной продаже. В зависимости от количества недвижимости, которой владеет персонаж, ему будет присваиваться определённый титул — например, если скупить всю недвижимость в городе, то Герой получит статус мэра города. По мере овладевания землей персонаж сможет получить статус Короля, а затем и Императора всего Альбиона.
Окружающий мир в Fable 2 очень четко прорисован. Например, каждое дерево подчиняется своей собственной физике и содержит примерно 12000 анимированных листьев. По всей вселенной Альбиона разбросано около 15 миллионов маков.
Теперь все локации полностью открыты. Если в первой части игры часть местности была огорожена заборами, то в Fable 2 таких ограничений нет. Питер Молинье заявил: «Если местность выглядит так, что вы хотите пойти туда, то вы можете пойти туда».

### Кооперативная игра
Режим кооперативной игры Fable 2 подобен Lego Star Wars: The Video Game; в Fable 2 игроки могут соединяться друг с другом, когда захотят. Основной игрок может устанавливать размеры славы, опыта и денег, которые будет получать каждый из персонажей во время коллективных похождений. Гость не может загрузить своего собственного героя; он должен выбрать его из заранее созданных игрой персонажей мужского или женского пола. При этом гость не сможет покупать собственность или играть в азартные игры, а также выполнять задания. Кооперативный режим доступен через Xbox Live.

#### Онлайн
Fable 2 был выпущен без возможности онлайнового коллективного прохождения, но спустя несколько дней после появления дисков в продаже, был выпущен бесплатный патч, который добавляет эту возможность. Без патча игроки не смогут использовать режим онлайновой кооперативной игры, поскольку будут разъединены с Xbox Live.
14 июля 2008 года на выставке E3 главный дизайнер Питер Молинье продемонстрировал «Шары Альбиона». Эти шары показывают информацию о других игроках в их мирах и позволяют тебе нажатием кнопки пригласить их в свой мир для коллективной игры.

#### Офлайн
При кооперативной игре на одной консоли второй игрок может стать помощником первого. Если у второго игрока нет своего аккаунта, то его можно создать во время паузы на экране создания персонажа. Помощники не могут участвовать в основной сюжетной линии. Основной игрок также решает, сколько будет начисляться опыта, золота и т. п. помощнику. Второй игрок сможет импортировать персонажа, созданного на другой консоли, используя карту памяти и продолжить с набранным опытом, золотом и т. п.

## Критика
| Сводный рейтинг    | Сводный рейтинг |
| Агрегатор          | Оценка          |
| ------------------ | --------------- |
| GameRankings       | 88,50 %         |
| Metacritic         | 89/100          |
| Иноязычные издания |                 |
| Издание            | Оценка          |
| EGM                | A-              |
| Eurogamer          | 10/10           |
| Game Informer      | 93/100          |
| GamePro            | 4,5/5           |
| GameSpot           | 8,5/10          |
| GameTrailers       | 8,6/10          |
| IGN                | 8,8/10          |
| OXM                | 9,5/10          |
| VideoGamer         | 9/10            |
| X-Play             | 5/5             |
| Gaming XP          | 9/10            |

Fable II получила премию BAFTA в области игр 2009 года в номинации «Action And Adventure».